# Васіле Бізеу
Васіле Бізеу (рум. Vasile Bizău; нар. 14 жовтня 1969, Драгомірешть) — румунський греко-католицький єпископ, ординарій єпархії Марамурешу Румунської греко-католицької церкви з 2011 року.

## Життєпис
Загальноосвітню школу закінчив у рідному місті, а у 1988 році завершив Промисловий ліцей № 9 у Бая-Маре (філологія-історія). У 1990—1993 роках відвідував Богословський інститут ім. єп. д-ра Александру Русу. Подальшу філософсько-богословську освіту здобув у Папському Григоріанському університеті в Римі (1993—1997). 31 серпня 1997 року отримав священичі свячення. У Григоріанум здобув також ліценціят з патристичного богослов'я та історії богослов'я (1997—2000).
У 2001—2002 роках навчався на докторських студіях у Папському інституті святого Ансельма.

## Єпископ
20 червня 2007 року синод Румунської греко-католицької церкви обрав о. Васіле Бізеу на куріального єпископа архієпархії Фаґараша і Альба-Юлії, а 27 жовтня 2007 року папа Бенедикт XVI потвердив цей вибір і призначив йому титулярний осідок Аппіарії. Єпископську хіротонію отримав 16 грудня 2007 року з рук верховного архієпископа Лучіана Мурешана.
11 червня 2011 року папа потвердив його на єпископа єпархії Марамурешу, а 23 липня 2011 року відбулася його урочиста інтронізація.